# Gracia Mendes
Gracia Mendes ou Gracia Nassi, (Lisboa, 1510-1569), conhecida também por Beatriz de Luna ou simplesmente como A Senhora (La Señora), foi uma empresária portuguesa, filantropa, protectora de outros portugueses de religião judaica que como ela fugiram de Portugal no século XVI. Gracia salvou centenas de cristãos-novos e marranos da morte e das perseguições antissemitas. A sua benevolência para com os outros judeus sefarditas ficou especialmente patente em Antuérpia, para onde foi viver depois de deixar Lisboa. Cidades seguintes na sua fuga às perseguições que lhe foram movidas foram Veneza, Ferrara e finalmente Constantinopla.
Em Israel, na cidade de Tiberíades, existe um museu em sua homenagem, Casa Dona Gracia.

## Biografia
Beatriz de Luna descende de uma família de judeus castelhanos provenientes da cidade de Sória que se refugiaram em Portugal em 1492 após a expulsão dos judeus de Castela e Aragão. Casa-se com Francisco Mendes, mercador da poderosa família Bienveniste.
Em 1537, após ficar viúva, parte para Antuérpia para escapar ao Tribunal do Santo Ofício. Cerca de 1545 Beatriz abandona Antuérpia e parte para Veneza com a irmã Brianda.

## Livros
- Catherine Clément, A Senhora, Gracia Nasi e a saga dos judeus no século XVI. (Tradução de Maria do Rosário Mendes)
- Andrée Aelion Brooks, The Woman Who Defied Kings: The Life and Times of Doña Gracia Nasi. Paragon House 2002.